# Den döende detektiven (roman av G.W. Persson)
Den döende detektiven är en kriminalroman från 2010 av Leif G.W. Persson.
Romanen är den sista boken om Perssons hjälte som gjorde debut redan i den första boken Grisfesten, Lars Martin Johansson, som tidigare varit chef för Rikskriminalen men när bokens handling utspelar sig är pensionär. Handlingen inleds med att Johansson stannar på sin favoritkorvkiosk för att inhandla kost, då han drabbas av en allvarlig stroke. Från sjukbädden inleder han en utredning av ett preskriberat mord på en liten flicka, efter ett tips från en anställd på sjukhuset. 
Romanen filmatiserades av SVT under titeln Den döende detektiven och sändes i tre delar i början av 2018.
Titeln är nästan helt säkert en hänvisning till Sherlock Holmes-novellen Den döende detektiven och den eponyme hjälten Sherlock Holmes, då dennes äventyr refereras flitigt i denna och övriga av Perssons polisromaner.  